# Jakob Koch
Jakob "Kochse Kobes" Koch (12 de abril de 1870 em Neuss - 19 de fevereiro de 1918 em ibid) foi um lutador alemão. Ele foi duas vezes campeão europeu, duas vezes campeão mundial e duas vezes vice-campeão na luta greco-romana.

## História

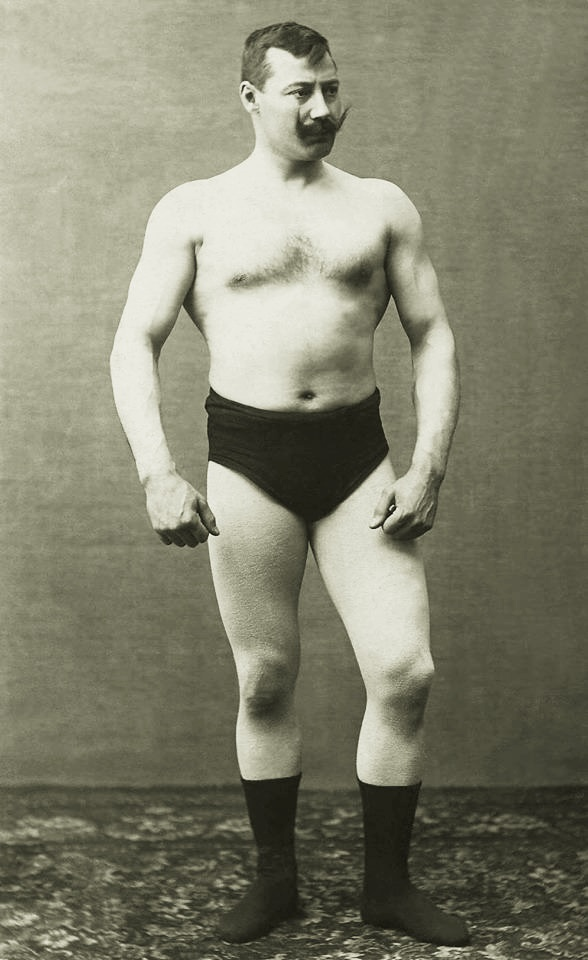
Jakob Koch.

Também é conhecido por sua grande semelhança com o Kaiser Wilhelm II da Alemanha.

Jakob Koch tornou-se um homem muito rico através de seus grandes sucessos esportivos em todo o mundo e depois de sua carreira como atleta de alto rendimento quis se estabelecer como empresário em sua cidade natal Neuss. No entanto, a Primeira Guerra Mundial também o chamou para as forças armadas como Landsturmmann. As privações do tempo do soldado eclodiram em sua saúde precária e já em 19 de fevereiro de 1918, com nem 48 anos, o múltiplo campeão mundial e europeu morreu de um problema cardíaco.Jakob Koch encontrou seu lugar de descanso final no cemitério principal de sua cidade natal Neuss.